# Jocoro
Jocoro es un distrito del municipio de Morazán Sur, departamento de Morazán en El Salvador. De acuerdo al censo oficial de 2024, tiene una población de 9.658 habitantes.

## Historia
La población de Jocoro es de origen Ulúa. A inicios de la época colonial española había en el sitio unas 300 personas. En 1770, conocida en ese entonces como San Felipe Jocoro, perteneció al curato de Ereguayquín. El año de 1858 pasó a formar parte del distrito de Gotera y, en 1871, obtuvo el título de «villa». Cinco años después fue unida al departamento de Morazán (en ese entonces llamado Gotera). 
El informe del 16 de mayo de 1878 de la visita del gobernador Jacinto Aguirre describió la Villa de Jocoro como una de las poblaciones más grandes del Departamento de Gotera por medio de la cual atraviesa el camino real que va a Honduras. En el año del informe se estaba construyendo una casa de escuela cuyas paredes de adobe ya estaban concluidas y se estaban empedrando la calle en una extensión de como 100 varas y los cuatro ángulos de la plaza. Tenía una buena iglesia, un cabildo en buen estado con sus cárceles no muy seguras, y un nuevo y extenso cementerio cercado de una pared de adobe. Los habitantes se ocupaban de la arriería, del laboreo de minas de cal, el cultivo de añil y de los granos de primera necesidad. A dos leguas al este se estaba explotando la mina "El Jigante", y a una legua las de "El Divisadero", "Carolina" y "Loma Larga."
Una nueva oficina de correos fue establecida por acuerdo del gobierno del presidente provisional general Francisco Menéndez en el 2 de octubre de 1886, y fue nombrado don Ricardo Rosa para que desempeñara el cargo de administrador de correos.
A finales del siglo XIX en el lugar existían 3.650 habitantes. En 1908 la localidad obtuvo el título de «ciudad».

## Información general
El distrito cubre un área de 63,56 km² y la cabecera tiene una altitud de 225 m s. n. m. El topónimo Jocoro significa «Pueblo del Fuego» o también «Bosque de los Pinos Orientales». Las fiestas patronales se celebran en el mes de febrero en honor a la Virgen de la Candelaria. En esta ocasión aparecen las «Gigantas de Jocoro», grandes figuras que amenizan las festividades. Esta tradición tiene su origen a inicios del siglo XX y, debido a su popularidad, su presencia es solicitada en otras celebraciones del país.